# Giants Wrocław
Giants Wrocław (znany też jako Giganci Wrocław) – nieistniejący polski zespół futbolu amerykańskiego, członek Polskiego Związku Futbolu Amerykańskiego, występujący w Polskiej Lidze Futbolu Amerykańskiego, w sezonach 2006 i 2012 występujący w Czeskiej Lidze Futbolu Amerykańskiego. W 2008 i 2012 uczestnik rozgrywek europejskich Pucharu EFAF. Drużyna przekształcona 1 października 2011, z "The Crew Wrocław" (poprzednio jako Wrocław Angels). Wielokrotny Mistrz Polski 2007, 2011 i 2013 oraz Wicemistrz 2009 i 2010. W dniu 25 września 2013 klub ogłosił fuzję z klubem Devils Wrocław. Nowo powstały klub nazywa się Panthers Wrocław.

## Mecze

### PLFA 2013
TopLiga - Giants Wrocław
Faza Zasadnicza
- 24.03.13, Chorzów, mecz  AZS Silesia Rebels vs Giants Wrocław 0:61 (AWAY)
- 14.04.13, Gdynia, mecz  Seahawks Gdynia vs Giants Wrocław 32:28 (AWAY)
- 20.04.13, Wrocław, mecz  Giants Wrocław vs AZS Silesia Rebels 55:13 (HOME)
- 1.05.13, Wrocław, mecz  Devils Wrocław vs Giants Wrocław 18:27 (AWAY)
- 11.05.13, Wrocław, mecz  Giants Wrocław vs Warsaw Eagles 9:7 (HOME)
- 19.05.13, Warszawa, mecz  Warsaw Spartans vs Giants Wrocław 0:83 (AWAY)
- 2.06.13, Będzin, mecz  Zagłębie Steelers Interpromex vs Giants Wrocław 0:56 (AWAY)
- 8.06.13, Wrocław, mecz  Giants Wrocław vs Devils Wrocław 25:32 (HOME)
- 15.06.13, Wrocław, mecz  Giants Wrocław vs Zagłębie Steelers Interpromex 56:0 (HOME)
- 23.06.13, Wrocław, mecz  Giants Wrocław vs Kozły Poznań 62:0 (HOME)

Półfinał
- 30.06.13, Gdynia, mecz  Seahawks Gdynia vs Giants Wrocław 11:35 (AWAY)

VIII Superfinał
- 14.07.13, Warszawa, mecz  Giants Wrocław vs Warsaw Eagles 29:13 (Stadion Narodowy w Warszawie)

### PLFA8 2013
Giants B Wrocław- rezerwy

### PLFAJ 2013
rozgrywki juniorskie

### Puchar EFAF 2012
Giants Wrocław

### CLAF 2012
Giants Wrocław

### PLFA8 2012
Giants B Wrocław- rezerwy

### PLFA 2011
Faza Zasadnicza
- 02.04.11, Kraków, mecz  Dom-Bud Kraków Tigers vs The Crew 8:54 (AWAY)
- 09.04.11, Wrocław, mecz The Crew vs Bielawa Owls  35:0 (HOME)
- 16.04.11, Wrocław, mecz  The Crew vs AZS Silesia Miners   60:0    (HOME)
- 30.04.11, Białystok, mecz  Lowlanders Białystok vs The Crew  0:74      (AWAY)
- 07.05.11, Wrocław, mecz The Crew 	vs Seahawks Gdynia    62:2 (HOME)
- 21.05.11, Wrocław, mecz  The Crew vs Devils Wroclaw   41:34   (HOME)
- 29.05.11, Będzin, mecz Zagłębie Steelers vs The Crew  0:56        (AWAY)
- 11.06.11, Warszawa, mecz  Warsaw Eagles vs The Crew   14:35 (AWAY)
- 19.06.11, Wrocław, mecz The Crew 	vs Kozły Poznan     29:6       (HOME)

Faza play-off
- PÓŁFINAŁ 02.07.11, Wrocław, mecz The Crew vs Pomorze Seahawks  27:7 (HOME)
- FINAŁ 17.07.11, Bielawa, mecz The Crew vs Devils Wrocław 27:26 (HOME)

### PLFA 2010
Faza Zasadnicza
- 28.03.10, Wrocław, mecz The Crew vs Warsaw Eagles 54:0 (HOME)
- 01.05.10, Poznań, mecz Kozły Poznań vs The Crew 0:26 (AWAY)
- 22.05.10, Wrocław, mecz The Crew vs Sioux Kraków Tigers 52:0 (HOME)
- 30.05.10, Katowice, mecz AZS Silesia Miners vs The Crew 0:26 (AWAY)
- 04.06.10, Wrocław, mecz The Crew vs Zagłębie Steelers Interpromex 38:6 (HOME)
- 20.06.10, Wrocław, mecz Devils Wrocław vs The Crew 31:24 (AWAY)
- 04.07.10, Gdańsk, mecz Pomorze Seahawks vs The Crew 2:32 (AWAY)

| Lp. | Zespół                        | Ls | Zw | Por | Pzd | Pst | +/-  | Pkt | %Zw   |
| --- | ----------------------------- | -- | -- | --- | --- | --- | ---- | --- | ----- |
| 1   | Devils Wrocław                | 7  | 7  | 0   | 324 | 70  | 254  | 14  | 1.000 |
| 2   | The Crew Wrocław              | 7  | 6  | 1   | 252 | 47  | 205  | 12  | 0.857 |
| 3   | Pomorze Seahawks              | 7  | 4  | 3   | 108 | 122 | -14  | 8   | 0.571 |
| 4   | Warsaw Eagles                 | 7  | 4  | 3   | 105 | 145 | -40  | 8   | 0.571 |
| 5   | Kozły Poznań                  | 7  | 3  | 4   | 100 | 148 | -48  | 6   | 0.429 |
| 6   | Sioux Kraków Tigers           | 7  | 2  | 5   | 91  | 225 | -134 | 4   | 0.286 |
| 7   | AZS Silesia Miners            | 7  | 1  | 6   | 89  | 137 | -48  | 2   | 0.143 |
| 8   | Zagłębie Steelers Interpromex | 7  | 1  | 6   | 72  | 247 | -175 | 2   | 0.143 |

Faza play-off
- PÓŁFINAŁ 10.07.10, Wrocław, mecz The Crew vs Pomorze Seahawks  49:0 (HOME)
- FINAŁ 24.07.10, Wrocław, mecz The Crew vs Devils Wrocław 21:26 (HOME)

### PLFA 2009

#### Faza zasadnicza
- 25.04.09, Wrocław, mecz The Crew vs Kozły Poznań 56:0 (HOME)
- 03.05.09, Wrocław, mecz The Crew vs Devils Wrocław 75:0 (HOME)
- 16.05.09, Wrocław, mecz The Crew vs Silesia Miners 24:0 (HOME)
- 30.05.09, Białystok, mecz Białystok Lowlanders vs The Crew 6:30 (AWAY)
- 14.06.09, Warszawa, mecz Warsaw Eagles vs The Crew 6:26 (AWAY)
- 06.09.09, Wrocław, mecz The Crew  vs Pomorze Seahawks 7:13 (HOME)
- 19.09.09, Szczecin, mecz Husaria Szczecin vs The Crew 6:18 (AWAY)

| Lp. | Zespół                  | Ls | Zw | Por | Pzd | Pst | +/-  | Pkt | %Zw   |
| --- | ----------------------- | -- | -- | --- | --- | --- | ---- | --- | ----- |
| 1   | The Crew                | 7  | 6  | 1   | 236 | 31  | 205  | 12  | 0,857 |
| 2   | AZS Silesia Miners      | 7  | 5  | 2   | 177 | 91  | 86   | 10  | 0,714 |
| 3   | RMF Maxxx Warsaw Eagles | 7  | 4  | 3   | 160 | 90  | 70   | 8   | 0,571 |
| 4   | Kozły Poznań            | 7  | 4  | 3   | 88  | 155 | -67  | 8   | 0,571 |
| 5   | Pomorze Seahawks        | 7  | 3  | 4   | 88  | 106 | -18  | 6   | 0,429 |
| 6   | Husaria Szczecin        | 7  | 3  | 4   | 114 | 142 | -28  | 6   | 0,429 |
| 7   | Devils Wrocław          | 7  | 3  | 4   | 111 | 172 | -61  | 6   | 0,429 |
| 8   | Lowlanders Białystok    | 7  | 0  | 7   | 36  | 223 | -187 | 0   | 0,000 |

#### Faza Play-off
- Półfinał 03.10.09, Wrocław, mecz The Crew vs Kozły Poznań 28:8 (HOME)

- FINAL  17.10.09 Warszawa, mecz The Crew vs AZS Silesia Miners 7:18(AWAY)

### PLFA 2008
- 10.05.08, Gdańsk, mecz Pomorze Seahawks vs The Crew 24:18    (AWAY)
- 31.05.08,  Księginice, mecz The Crew vs Husaria Szczecin 45:6 (HOME)
- 07.06.08, Wrocław, mecz The Crew vs Kraków Tigers 61:0     (HOME)
- 21.06.08, Wrocław, mecz The Crew vs Warsaw Eagles 17:0     (HOME)
- 23.08.08, Piekary Śląskie, mecz Silesia Miners vs The Crew 19:20 (AWAY)
- 30.08.08, Poznań, mecz Kozły Poznań vs The Crew 8:6   (AWAY)
- 20.09.08, Wrocław, mecz Devils Wrocław vs The Crew 14:13 (AWAY)
- 04.10.08, Warszawa, półfinał Warsaw Eagles vs The Crew 8:7 (AWAY)

### Puchar EFAF2008
- 05.04.08, Wrocław, mecz The Crew vs Prague Panthers 0:53    (HOME)
- 19.04.08, Wiedeń, mecz Danube Dragons vs The Crew 84:0      (AWAY)

### PLFA 2007
- 05.05.07, Oleśnica, mecz The Crew vs 1.KFA Fireballs 30:0    (HOME)
- 13.05.07, Wrocław,  mecz Devils vs The Crew  22:38    (AWAY)
- 26.05.07, Strzelin, mecz The Crew vs Devils 28:24    (HOME)
- 22.06.07, Wrocław,  mecz The Crew vs Warsaw Eagles 8:27 (HOME)
- 08.08.07, Poznań,   mecz 1.KFA Fireballs vs The Crew 0:50 (AWAY)
- 23.09.07, Poznań,   mecz Kozły Poznań vs The Crew 0:24 (AWAY)
- 29.09.07, Sopot,    półfinał Pomorze Seahawks vs The Crew 2:18 (AWAY)

- 14.10.07, Warszawa, finał The Crew vs Silesia Miners 18:0   (FINAŁ)

### PLFA 2006
- 22.10.06, Żórawina,  mecz The Crew vs Pomorze Seahawks 22:26    (HOME)
- 29.10.06, Wrocław,   mecz The Crew vs Warsaw Eagles6:25    (HOME)
- 08.08.06, Luboń,     mecz 1.KFA Fireballs vs The Crew 0:20 (AWAY)
- 12.11.06, Warszawa,  mecz The Crew vs 1.KFA Fireballs - mecz o 3. miejsce - Mecz się nie odbył – drużyna wrocławska odmówiła przyjazdu do Warszawy

### CLAF 2006
między innymi:
- Pierwszy mecz we Wrocławiu - 20.05.2006, The Crew z Pardubice Stallions, wygrany 14:7

## Kadra

### 2011
| Nazwisko     | Imię       | Wiek | Wzrost | Waga | Numer | Pozycja | Kraj              |
| ------------ | ---------- | ---- | ------ | ---- | ----- | ------- | ----------------- |
| Sekuła       | Paweł      | 23   | 186    | 95   | 33    | LB      | Polska            |
| Próchnicki   | Maciej     | 23   | 183    | 89   | 5     | LB      | Polska            |
| Ruta         | Kamil      | 25   | 188    | 103  | 6     | LB      | Polska            |
| Płaczek      | Jakub      | 24   | 188    | 103  | 7     | RB      | Polska            |
| Grzędziński  | Mateusz    | 25   | 183    | 76   | 13    | WR      | Polska            |
| Świątek      | Paweł      | 22   | 191    | 85   | 81    | DB      | Polska            |
| Kowal        | Igor       | 25   | 177    | 91   | 21    | RB      | Polska            |
| Głogowski    | Jakub      | 25   | 181    | 79   | 22    | DB      | Polska            |
| Świątek      | Bartosz    | 25   | 180    | 88   | 27    | LB      | Polska            |
| Nawrot       | Piotr      | 23   | 185    | 89   | 34    | CB      | Polska            |
| Omelańczuk   | Łukasz     | 24   | 184    | 104  | 42    | FB      | Polska            |
| Zalejski     | Bartek     | 26   | 183    | 109  | 50    | DL      | Polska            |
| Kwiecień     | Dariusz    | 21   | 185    | 150  | 63    | OL      | Polska            |
| Górniak      | Michał     | 25   | 186    | 130  | 66    | OL      | Polska            |
| Aiyegbusi    | Babatunde  | 23   | 206    | 150  | 71    | OL      | Polska            |
| Włodarczyk   | Maciej     | 26   | 190    | 145  | 73    | OL      | Polska            |
| Szczepański  | Piotr      | 29   | 190    | 120  | 74    | DL      | Polska            |
| Konarski     | Michał     | 22   | 179    | 105  | 76    | OL      | Polska            |
| Rosołek      | Robert     | 22   | 189    | 104  | 99    | DL/TE   | Polska            |
| Sutkowski    | Łukasz     | 24   | 186    | 95   | 80    | WR      | Polska            |
| Jones        | Aki        | 29   | 195    | 135  | 4     | DL      | Stany Zjednoczone |
| Pawłowski    | Michał     | 27   | 186    | 85   | 84    | WR      | Polska            |
| Depa         | Aleksander | 23   | 193    | 100  | 88    | TE      | Polska            |
| Ruta         | Mateusz    | 23   | 183    | 85   | 89    | DB      | Polska            |
| Philmore     | Mark       | 27   | 179    | 84   | 3     | WR      | Stany Zjednoczone |
| Tomczak      | Krzysztof  | 25   | 176    | 85   | 26    | DB      | Polska            |
| Wojnarowicz  | Paweł      | 23   | 187    | 81   | 10    | WR      | Polska            |
| Stopczyński  | Jarosław   | 24   | 187    | 105  | 36    | FB      | Polska            |
| Mazur        | Marcin     | 22   | 184    | 107  | 57    | LB      | Polska            |
| Przybyłowicz | Paweł      | 22   | 177    | 90   | 44    | LB      | Polska            |
| Gola         | Sebastian  | 22   | 176    | 78   | 11    | WR      | Polska            |
| Sebastian    | Michał     | 26   | 190    | 90   | 23    | WR      | Polska            |
| Battle       | Deante     | 26   | 180    | 90   | 1     | DB      | Stany Zjednoczone |
| Walz         | Justin     | 23   | 178    | 95   | 2     | QB      | Stany Zjednoczone |
| Odelski      | Tomasz     | 28   | 184    | 120  | 70    | OL      | Polska            |
| Konieczny    | Krzysztof  | 25   | 184    | 105  | 72    | OL      | Polska            |
| Latoś        | Michał     | 22   | 195    | 121  | 77    | OL      | Polska            |
| Omelańczuk   | Michał     | 19   | 180    | 92   | 25    | LB      | Polska            |
| Matkowski    | Patryk     | 17   | 186    | 65   | 31    | WR      | Polska            |

### 2010
| Nazwisko     | Imię       | Wiek | Wzrost | Waga | Numer | Pozycja | Kraj              |
| ------------ | ---------- | ---- | ------ | ---- | ----- | ------- | ----------------- |
| Philmore     | Mark       | 26   | 179    | 84   | 3     | WR      | Stany Zjednoczone |
| Ruta         | Kamil      | 24   | 188    | 103  | 6     | LB      | Polska            |
| Płaczek      | Jakub      | 23   | 188    | 103  | 7     | RB      | Polska            |
| Gancedo      | Albert     | 23   | 186    | 90   | 10    | QB      | Hiszpania         |
| Kowal        | Igor       | 24   | 177    | 91   | 21    | RB      | Polska            |
| Grzędziński  | Mateusz    | 24   | 183    | 76   | 13    | WR      | Polska            |
| Świątek      | Paweł      | 21   | 191    | 91   | 17    | LB      | Polska            |
| Łysiak       | Rafał      | 25   | 192    | 99   | 19    | QB      | Polska            |
| Głogowski    | Jakub      | 24   | 181    | 79   | 22    | DB      | Polska            |
| Świątek      | Bartosz    | 4    | 180    | 88   | 27    | LB      | Polska            |
| Komosa       | Kamil      | 19   | 181    | 74   | 31    | WR      | Polska            |
| Nawrot       | Piotr      | 22   | 185    | 89   | 34    | WR      | Polska            |
| Omelańczuk   | Łukasz     | 23   | 184    | 104  | 42    | FB      | Polska            |
| Zalejski     | Bartek     | 25   | 183    | 106  | 50    | DL      | Polska            |
| Firlej       | Jarosław   | 27   | 183    | 105  | 56    | LB      | Polska            |
| Szczepański  | Mikołaj    | 25   | 186    | 90   | 57    | LB      | Polska            |
| Kwiecień     | Dariusz    | 20   | 185    | 130  | 63    | OL      | Polska            |
| Górniak      | Michał     | 24   | 186    | 130  | 66    | OL      | Polska            |
| Kolankiewicz | Jan        | 25   | 198    | 125  | 69    | C       | Polska            |
| Aiyegbusi    | Babatunde  | 22   | 206    | 140  | 71    | OL      | Polska            |
| Włodarczyk   | Maciej     | 25   | 190    | 113  | 73    | OL      | Polska            |
| Szczepański  | Piotr      | 28   | 190    | 120  | 74    | DL      | Polska            |
| Konarski     | Michał     | 21   | 179    | 105  | 76    | OL      | Polska            |
| Rosołek      | Robert     | 21   | 189    | 100  | 77    | LB      | Polska            |
| Sutkowski    | Łukasz     | 23   | 186    | 85   | 80    | WR      | Polska            |
| Jones        | Aki        | 28   | 195    | 135  | 81    | DL      | Stany Zjednoczone |
| Marcinkowski | Marcin     | 18   | 183    | 72   | 82    | WR      | Polska            |
| Pawłowski    | Michał     | 26   | 186    | 85   | 84    | WR      | Polska            |
| Depa         | Aleksander | 22   | 193    | 100  | 88    | TE      | Polska            |
| Ruta         | Mateusz    | 22   | 183    | 85   | 89    | SS      | Polska            |

### 2009
| Nazwisko     | Imię      | Wiek | Wzrost | Waga | Numer | Pozycja | Kraj              |
| ------------ | --------- | ---- | ------ | ---- | ----- | ------- | ----------------- |
| Vorhies      | Tyler     | 25   | 183    | 86   | 2     | WR      | Stany Zjednoczone |
| Johnson      | David     | 24   | 181    | 84   | 3     | QB      | Stany Zjednoczone |
| Burns        | Lance     | 23   | 186    | 93   | 4     | DB      | Stany Zjednoczone |
| Próchnicki   | Maciej    | 21   | 183    | 99   | 5     | LB      | Polska            |
| Ruta         | Kamil     | 23   | 188    | 100  | 6     | LB      | Polska            |
| Płaczek      | Jakub     | 22   | 188    | 103  | 7     | RB      | Polska            |
| Kowal        | Igor      | 23   | 177    | 91   | 10    | RB      | Polska            |
| Grzędziński  | Mateusz   | 23   | 183    | 76   | 13    | DB/WR   | Polska            |
| Świątek      | Paweł     | 20   | 191    | 94   | 17    | LB      | Polska            |
| Łysiak       | Rafał     | 24   | 192    | 99   | 19    | QB      | Polska            |
| Zarębski     | Tomasz    | 22   | 186    | 91   | 21    | DB      | Polska            |
| Głogowski    | Jakub     | 23   | 181    | 81   | 22    | DB      | Polska            |
| Odelski      | Tomasz    | 26   | 183    | 105  | 25    | FB      | Polska            |
| Świątek      | Bartosz   | 23   | 180    | 88   | 27    | DB      | Polska            |
| Kraus        | Dawid     | 20   | 178    | 78   | 31    | DB      | Polska            |
| Sekuła       | Paweł     | 21   | 186    | 95   | 33    | LB      | Polska            |
| Nawrot       | Piotr     | 21   | 185    | 89   | 34    | WR      | Polska            |
| Zieliński    | Kasper    | 27   | 182    | 100  | 36    | FB      | Polska            |
| Omelańczuk   | Łukasz    | 22   | 184    | 104  | 42    | FB      | Polska            |
| Parowicz     | Michał    | 25   | 180    | 72   | 48    | DB      | Polska            |
| Zalejski     | Bartek    | 24   | 183    | 110  | 50    | LB/DL   | Polska            |
| Firlej       | Jarosław  | 26   | 183    | 115  | 56    | DL      | Polska            |
| Szczepański  | Mikołaj   | 24   | 186    | 90   | 57    | LB      | Polska            |
| Jurga        | Ernest    | 25   | 186    | 115  | 62    | OL      | Polska            |
| Kwiecień     | Dariusz   | 19   | 185    | 130  | 63    | OL      | Polska            |
| Górniak      | Michał    | 23   | 186    | 130  | 66    | OL      | Polska            |
| Kolankiewicz | Jan       | 24   | 198    | 125  | 69    | C       | Polska            |
| Aiyegbusi    | Babatunde | 21   | 206    | 130  | 70    | DL      | Polska            |
| Włodarczyk   | Maciej    | 24   | 190    | 113  | 73    | OL      | Polska            |
| Szczepański  | Piotr     | 27   | 190    | 120  | 74    | DL      | Polska            |
| Konarski     | Michał    | 20   | 79     | 105  | 76    | OL      | Polska            |
| Rosołek      | Robert    | 20   | 189    | 100  | 77    | DL      | Polska            |
| Niżewski     | Jakub     | 30   | 187    | 113  | 79    | DL      | Polska            |
| Sutkowski    | Łukasz    | 22   | 186    | 85   | 80    | WR      | Polska            |
| Jones        | Aki       | 27   | 195    | 136  | 81    | DL/TE   | Stany Zjednoczone |
| Marcinkowski | Marcin    | 17   | 183    | 72   | 82    | WR      | Polska            |
| Pawłowski    | Michał    | 25   | 186    | 85   | 84    | WR      | Polska            |
| Depa         | Olek      | 21   | 193    | 100  | 88    | TE      | Polska            |
| Ruta         | Mateusz   | 21   | 183    | 92   | 89    | LB      | Polska            |

## Rozgrywki

### Polska Liga Futbolu Amerykańskiego
- 2013 TopLiga- Giants Wrocław
  - PLFA8- Giants B
  - PLFAJ- juniorzy
- 2012 - Giants B (rezerwy) - PLFA8
- 2011 - The Crew Mistrzostwo Polski
- 2010 - The Crew Wicemistrzostwo Polski
- 2009 - The Crew Wicemistrzostwo Polski
- 2008 - The Crew 3. miejsce
- 2007 - The Crew Mistrzostwo Polski
- 2006 - The Crew 4. miejsce

### Puchar EFAF
- 2008 - The Crew
- 2012 - Giants

### Czeska Liga Futbolu Amerykańskiego
- 2006 - The Crew
- 2012 - Giants 3. miejsce

## Kontrowersje
W 2009 roku prezes drużyny The Crew Wrocław (następna nazwa Giants Wrocław) Marcin Wyszkowski, został ukarany przez Polską Ligę Futbolu Amerykańskiego za zachowania rasistowskie. O rasizm Wyszkowskiego oskarżył czarnoskóry Amerykanin Aki Jones (pierwszy w Polsce zawodnik z przeszłością w NFL), m.in. o wypowiedzenie słów „czarnuchy to zwierzęta”. Oskarżenia potwierdził inny zawodnik Lance Burns a także w swoich oświadczeniach Tylera Vorhiesa i Daviego Johnsona. Komisja dyscyplinarna PLFA ukarała Wyszkowskiego zakazem pełnienia obowiązków, grzywną (wpłaconą na konto PLFA i przekazaną na rzecz Stowarzyszenia "Nigdy więcej") oraz obowiązkiem wykupienia w prasie przeprosin. Pełnomocnik rządu do spraw równego traktowania– Elżbieta Radziszewska w oficjalnym liście podziękowała PLFA za szybką i właściwą reakcję na bulwersujące wydarzenie. Wyszkowski był rzecznikiem dolnośląskiej Platformy Obywatelskiej, w 2018 stanął na czele Ligi Futbolu Amerykańskiego.